# 帕凱潘帕區
帕凱潘帕區（西班牙語：Distrito de Pacaipampa），是秘魯的一個區，位於該國西北部皮烏拉大區的阿亞瓦卡省，始建於1857年1月2日，面積981.5平方公里，海拔高度1,967米，2005年人口25,788，人口密度每平方公里26人。